# Cheumatopsyche curvata
Cheumatopsyche curvata är en nattsländeart som beskrevs av Martynov 1935. Cheumatopsyche curvata ingår i släktet Cheumatopsyche och familjen ryssjenattsländor. Inga underarter finns listade i Catalogue of Life.